# Episodi di Barney Miller (terza stagione)
La terza stagione della serie televisiva Barney Miller è stata trasmessa in anteprima negli Stati Uniti d'America dalla ABC tra il 23 settembre 1976 e il 31 marzo 1977.
| nº | Titolo originale    | Titolo italiano | Prima TV USA      | Prima TV Italia |
| -- | ------------------- | --------------- | ----------------- | --------------- |
| 1  | Evacuation          |                 | 23 settembre 1976 |                 |
| 2  | Quarantine (Part 1) |                 | 30 settembre 1976 |                 |
| 3  | Quarantine (Part 2) |                 | 7 ottobre 1976    |                 |
| 4  | Bus Stop            |                 | 14 ottobre 1976   |                 |
| 5  | The Election        |                 | 21 ottobre 1976   |                 |
| 6  | Werewolf            |                 | 28 ottobre 1976   |                 |
| 7  | The Recluse         |                 | 11 novembre 1976  |                 |
| 8  | Noninvolvement      |                 | 18 novembre 1976  |                 |
| 9  | Power Failure       |                 | 9 dicembre 1976   |                 |
| 10 | Christmas Story     |                 | 23 dicembre 1976  |                 |
| 11 | Hash                |                 | 30 dicembre 1976  |                 |
| 12 | Smog Alert          |                 | 6 gennaio 1977    |                 |
| 13 | Community Relations |                 | 13 gennaio 1977   |                 |
| 14 | The Rand Report     |                 | 20 gennaio 1977   |                 |
| 15 | Fire '77            |                 | 27 gennaio 1977   |                 |
| 16 | Abduction           |                 | 3 febbraio 1977   |                 |
| 17 | Sex Surrogate       |                 | 10 febbraio 1977  |                 |
| 18 | Moonlighting        |                 | 17 febbraio 1977  |                 |
| 19 | Asylum              |                 | 24 febbraio 1977  |                 |
| 20 | Group Home          |                 | 10 marzo 1977     |                 |
| 21 | Strike (Part 1)     |                 | 24 marzo 1977     |                 |
| 22 | Strike (Part 2)     |                 | 31 marzo 1977     |                 |